# Reithandschuh

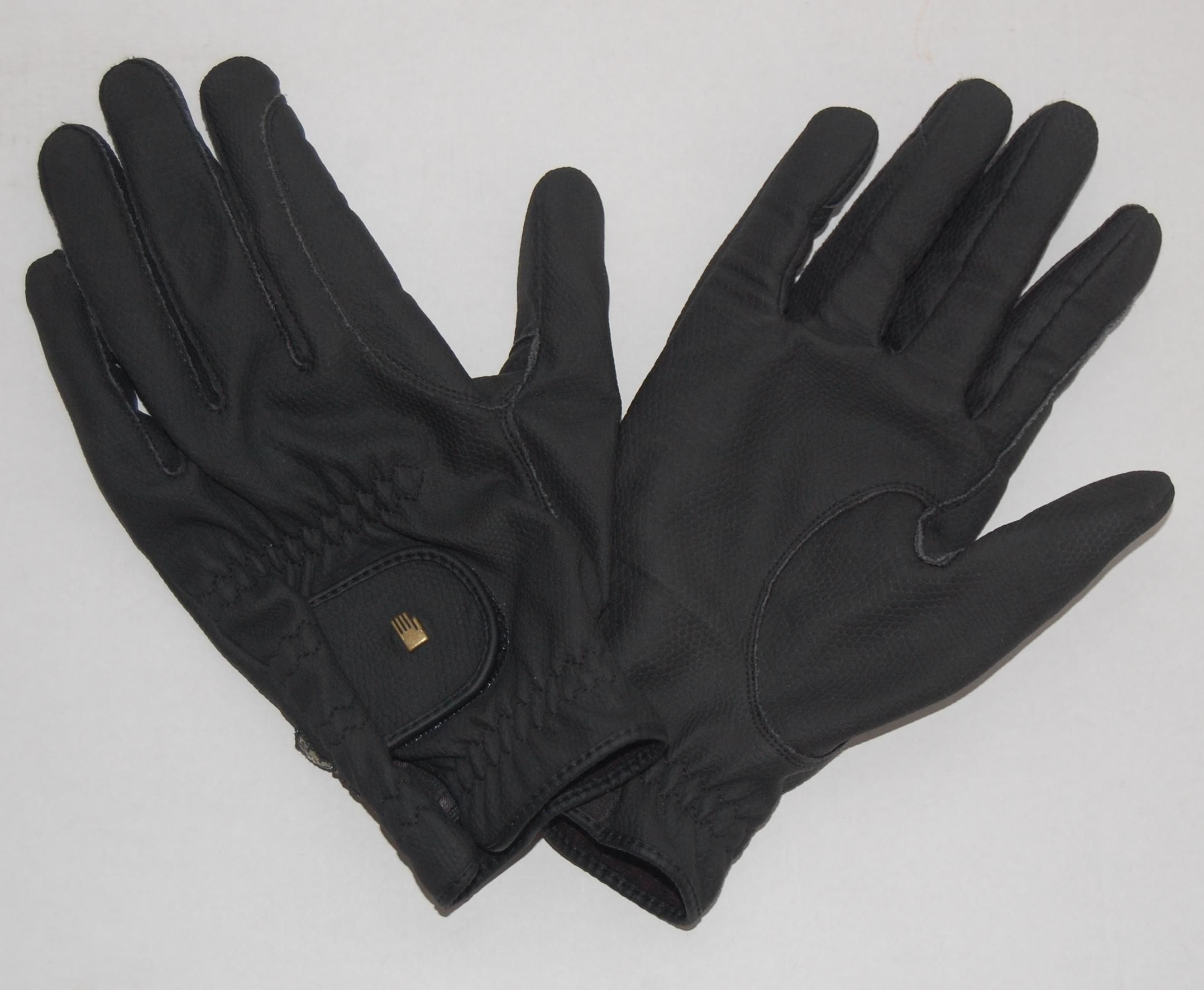
Reithandschuhe mit Verstärkungen an den zügelführenden Stellen

Ein Reithandschuh ist ein speziell geschnittener Handschuh zum Reiten.
Reithandschuhe werden aus Leder, zum Beispiel Elchleder oder Hirsch- bzw. Rehleder oder aus robusten Geweben, teils mit Lederverstärkungen oder rutschfesten Noppen aus Weichpolymeren auf der Handfläche hergestellt.
Die Form soll enganliegend, aber nicht drückend sein, und die Nähte liegen in Bereichen, wo kein Zügel über die Hand geführt wird, um nicht zu scheuern. Da beim Reiten der Daumen auf die geschlossene Faust gelegt wird, ist der Schnitt des Handschuhdaumens so, dass diese Position ohne Widerstand eingenommen werden kann. An Stellen, wo der Zügel durch die Hände läuft, können noch Verstärkungen vorgesehen sein.